# Самійло Величко
Самійло Васильович Величко (нар. 11 лютого 1670, с. Жуки, нині Полтавський район, Полтавська область, Україна — після 1728, там само) — український історик.

## Біографія
Народився в козацькій родині. Його батько, козак Василь Величко, належав до першої сотні Полтавського полку, був людиною грамотною, мудрою й шанованою, мав велику книгозбірню.
Успішно склавши іспити, Самійло став спудеєм одного з найавторитетніших у Європі навчальних закладів — Києво-Могилянської колегії, де оволодів латинською, німецькою та польською мовами.
Вчився у колегії перед 1690, бо з цього року, після успішного закінчення навчання, Самійла Величка скерували на посаду канцеляриста до генерального військового писаря Василя Кочубея. Був його дворянином, тобто служив «в усіляких домашніх справах», а найбільше писарем. В. Кочубей використовував Величка також для особливих доручень, включаючи його «у найпотрібніші і секретні на той час військові справи», навіть ті, що йшли до царя, і циферні (зашифровані) до господарів Волоського і Мунтянського. Через Величка проходила й та кореспонденція, про яку І. Мазепа не знав. У такому статусі прослужив 15 років.
На початку 1705 року уведений до Генеральної військової канцелярії, де служив старшим канцеляристом. Брав участь у походах, зокрема через Правобережну Україну з помічним військом на допомогу полякам. Очевидно, і в Генеральному війську, і в канцелярії виконував особливі (секретні) доручення, залучався до посольств гетьмана І. Мазепи.
Наприкінці 1708 року заарештований і ув'язнений як людина, близька до І.Мазепи. Провів кілька років у неволі в Чернігівському краї. Припускають, що з ув'язнення вийшов у 1715 році за сприяння сина В. Кочубея.
На службу Самійло Величко вже не повернувся. Спочатку оселився в Диканьці, пізніше перебрався до рідної домівки — у Жуки. Літописець учителював, займався літературною діяльністю. Чимало відомостей черпав із великої колекції книг і манускриптів, що її збирав упродовж усього життя. До неї входили історичні хроніки, літописи, оригінальні документи, художні твори. Все це Самійло Величко використовував, працюючи над літописом.
Крім історії, виявляв інтерес до інших наук, цікавився політикою, мистецтвом, поезією, збирав власну бібліотеку. До нашого часу збереглося кілька книжок із його автографом. Вони зберігаються в архівах Росії.
Багаторічне розумове та фізичне напруження позначилися на здоров'ї літописця. Він осліп. По тому диктував нові сторінки свого літопису найнятим писарчукам.
Останні роки життя провів у селі Жуки. Тут помер і похований. Могила не відома.

## Творчість

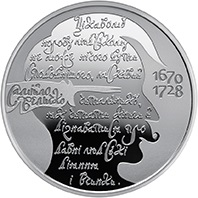
Срібна монета «Самійло Величко». На реверсі зображено стилізоване зображення козака з цитатою з його Літопису «Цікавому норову людському не може нічого бути сподобнішого, ласкавий читальнику, як читати книги й дізнаватися про давні людські діяння та вчинки»

Величко є автором першого систематичного викладу історії української козацької держави, при написанні якого використано значну кількість українських, польських та німецьких джерел, широке коло документів Генеральної військової канцелярії.
Для написання Літопису Самійла Величка він користувався різними джерелами: народними переказами, іншими козацькими літописами, творами іноземних істориків, архівними документами, листами, реєстрами тощо. Автентичність численних документів, наведених у літописі, істориками не заперечується; частина з них відома й з інших джерел.

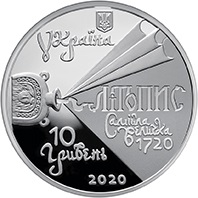
Аверс срібної монети «Самійло Величко»

Літопис складається з 4 частин:
- перша — «Сказание о войне казацкой з поляками через Зеновія Богдана Хмельницького…» — змальовує події 1648–1659 років, окремими епізодами сягаючи у 1620 рік. Описуючи війну Якова Остряниці 1638 року, Величко додає до автентичного джерела, яким користувався, — щоденника польського хроніста Шимона Окольського — власний коментар;
- друга і третя частини, які охоплюють 1660–1686  та 1687–1700 роки, названі «Повествования летописная с малороссийских и иных отчасти поведениях собранная и зде описанная», містять значну кількість власних спостережень Величка і ґрунтуються на документах гетьманської канцелярії;
- у 4-й частині зібрано додатки з різних документів XVII століття.

Літопис Величка написаний українською літературною мовою XVIII століття з елементами народної мови. Повний текст його не зберігся. Літопис є одним з найголовніших і найвірогідніших творів української історіографії 2-ї половини 17 — початку 18 століття.
Головна праця Самійла Величка була видана Київською Археографічною комісією лише у 1848–1864 роках під назвою «Летопись событий в юго-западной России в 17 в.», тт. I—IV (1848, 1851, 1855, 1864 рр.).
Величку також належить переклад «Космографії», яку він, уже сліпий, продиктував 1728 році. На думку деяких істориків, він написав лише передмову до цієї праці.

## Вшанування
На жаль, могила Самійла Величка до нашого часу не збереглася. Та в центрі Жуків, на узвишші, поруч із каплицею Покрови Пресвятої Богородиці й курганом пам'яті, встановлено гранітну брилу, яка символізує останнє пристанище славного історика козаччини.
Нині в селі, де народився, жив і працював Самійло Величко, зводиться Меморіальний комплекс слави українського козацтва (2010 року було відкрито першу чергу комплексу пам'яті загиблих козаків).
2003 року з метою вшанування пам'яті славного козацького літописця, сина Полтавщини, та презентації найкращих зразків національної культури в контексті творчості одного з її фундаторів започаткована обласна літературна премія імені Самійла Величка.
У 2020 році Національний банк України випустив пам'ятну срібну монету номіналом 10 гривень, присвячену Самійлу Величку.
Вулиця Самійла Величка у Дніпрі, Полтаві, Ковелі, Львові, Олександрії.